# 科科群岛

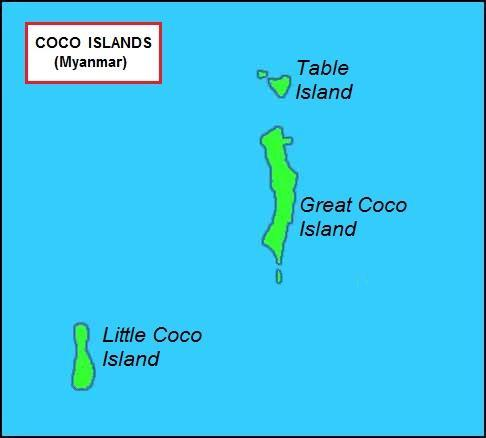
科科群岛地图

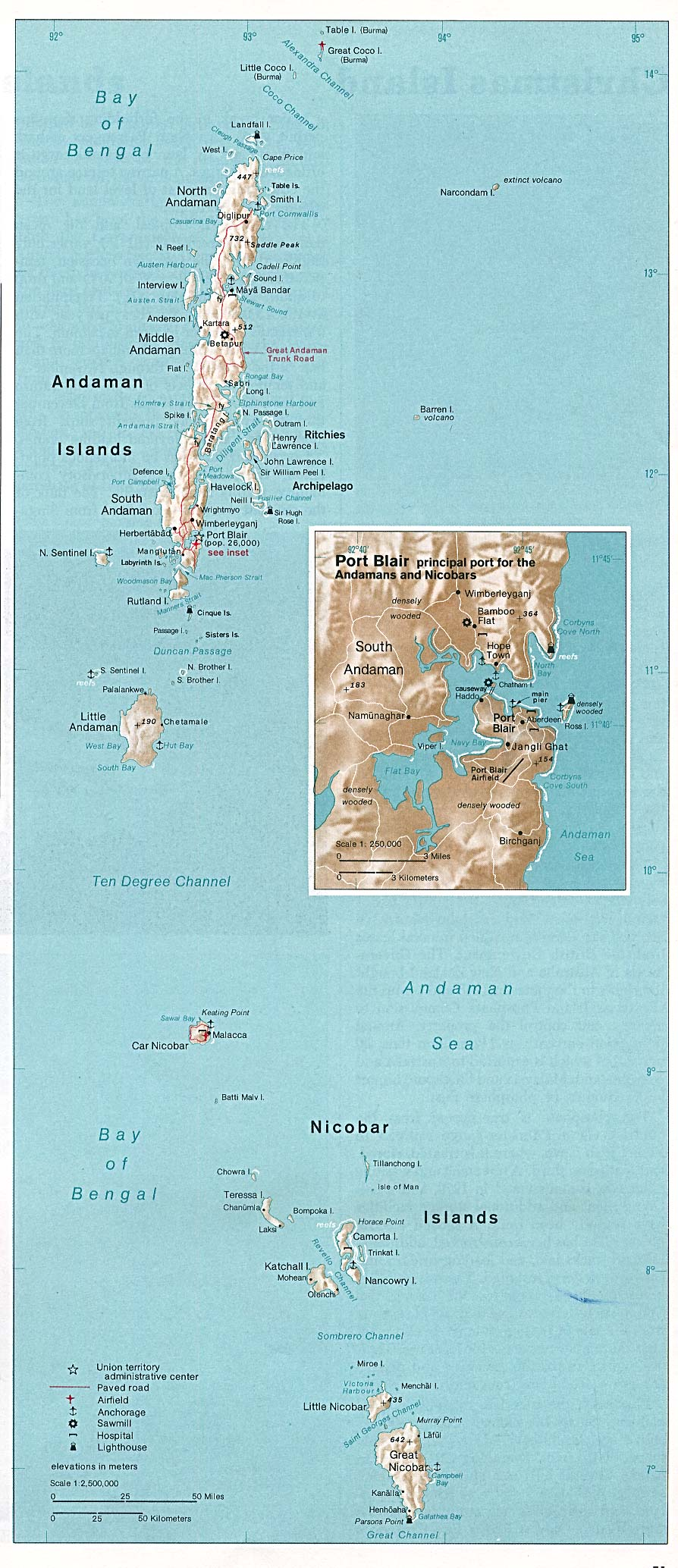
安达曼群岛地图，科科群岛位於最北端

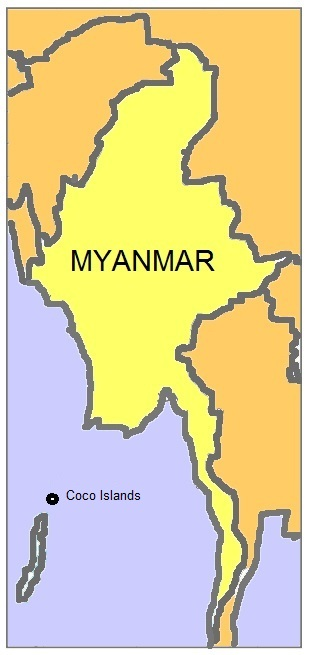
科科群岛地理位置

科科群岛，是缅甸南部一群岛，西为孟加拉湾，东为安达曼海，南隔科科海峡与印度安達曼-尼科巴群島聯邦屬地相望。科科群岛位于安达曼群岛的最北端，战略位置极其重要。该群岛由大、小科科岛和附近十余个岛屿组成。科科群岛面积为21.56平方公里，其中大科科岛面积为14.33平方公里，行政上隸屬仰光省丹林縣科科群島鎮區。
14°05′N 93°17′E / 14.083°N 93.283°E